# Jospal-G
JoSPal-G er en gruppe unge grønlandske rappere, som består af John Geisler Sandgreen og Palu Ujarak Geraae. Bandet JoSPal-G blev dannet i 27. november 2004 i Nuussuaq i Nuuk. Første Cd-album blev udgivet i 2006 med Sermit Record aps. og blev produceret af John G. Sandgreen og Eigil Petersen. 7-8 måneder senere samlede  John G. Sandgreen unge underground rappere i Nuuk og udgav endnu en Cd F.E.A.T i 2007 og i samme år fik Don Maliko (Malik Egede) udgivet sit første soloalbum, Sinnattupiluk. Årets efter udgav JoSPal-G feat. Don Maliko endnu et album Silarsuaq Nutaaq og fik Kodapris i 2008.
 Der er for få eller ingen kildehenvisninger i denne artikel, hvilket er et problem. Du kan hjælpe ved at angive troværdige kilder til de påstande, som fremføres i artiklen.